# آذربایجان‌فیلم

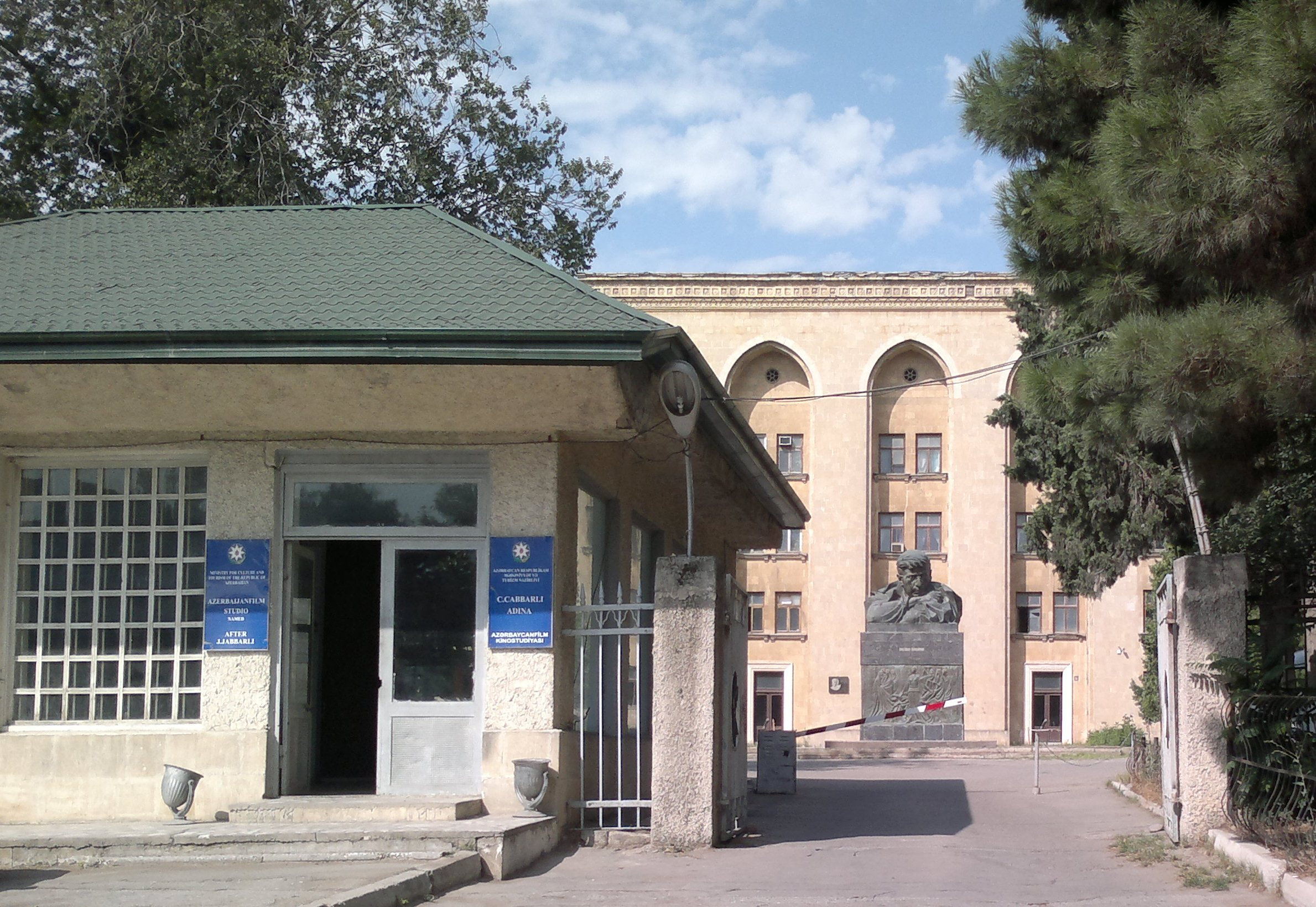
محل شرکت آذربایجان‌فیلم

آذربایجان‌فیلم (ترکی آذربایجانی: Azərbaycanfilm) با نام دیگر آذرفیلم یک شرکت تولید فیلم دولتی در کشور جمهوری آذربایجان است که در سال ۱۹۲۰ و در زمان اتحاد جماهیر شوروی تأسیس شد. این شرکت فیلمسازی در شهر باکو قرار دارد.

## محصولات
تعدادی از فیلم‌های ساخته شده توسط آذربایجان فیلم به این شرح می‌باشند:
- دختر گیلان (۱۹۲۸)
- آرشین مال آلان (۱۹۴۵)
- مشهدی عباد (۱۹۵۶)
- جشن تولد (۱۹۷۷)
- بابک (۱۹۷۹)
- عروس بلوند (۱۹۹۸)
- بمب ملی (۲۰۰۴)
- آذربایجان شگفت‌انگیز (فیلم مستند-۲۰۱۳)
- نبات (۲۰۱۴)